# Šinkansen serije L0
Šinkansen serije L0 (japonsko. L0系 -Eru-zero-kei) je japonski visokohitrostni maglev potniški vlak. L0 je trenutno v razvoju in se bo uporabljal na lini med Tokijem in Osako. Vlake bosta gradili podjetji Mitsubishi Heavy Industries in Nippon Sharyo.
L0 je 21. aprila dosegel hitrost 603 km/h, kar je rekord za železniška vozila. Med obratovanjem naj bi L0 dosegal največjo hitrost do 505 km/h, pot med Tokijem in Nagojo naj bi prepotoval v 40 minutah, med Tokijem in Osako pa v 67 minutah.